# ルーベン・スタッダード
ルーベン・スタッダード（Ruben Studdard、1978年9月12日 - ）は、アメリカの記録的人気を誇るオーディション番組『アメリカン・アイドル』シーズン2の優勝者で、R&Bシンガーである。
その大きな体と人柄が愛され、「ベルベット・テディ・ベア」の愛称で親しまれる。

## バイオグラフィー
教師でアメリカ人の両親の元、西ドイツのフランクフルトに生まれ、アラバマ州バーミングハムにて育つ。若い頃から地元の教会でゴスペルを歌っていた。アメリカンフットボールの選手として奨学金を受け、アラバマA&M大学 （Alabama Agricultural and Mechanical University） で学んだ。
2002年に地元・バーミングハムで活動していたJust A Few Catsというバンドのシンガーとして活動を開始し、ここから歌手としてのキャリアを歩み始める。
2003年にはオーディション番組『アメリカン・アイドル』に出場、審査員でR&Bシンガーのグラディス・ナイトから絶賛されるなど、注目の的となる。最終選考では、2位のクレイ・エイケンに勝利し、2003年のうちにデビューを果たすと、デビュー曲「Flying Without Wings」（全米シングルチャート2位）を、翌2004年には「Sorry 2004」（全米シングルチャート9位）をそれぞれヒットさせている。

## ディスコグラフィ

### スタジオ・アルバム
- 『ソウルフル』 - Soulful (2003年)
- 『アイ・ニード・アン・エンジェル』 - I Need an Angel (2004年)
- 『ザ・リターン』 - The Return (2006年)
- Love Is (2009年)
- 『レターズ・フロム・バーミンガム』 - Letters from Birmingham (2012年)
- Unconditional Love (2014年)
- Ruben Sings Luther (2018年)

### コンピレーション・アルバム
- Playlist: The Very Best of Ruben Studdard (2010年)